# Wikipédia en japonais
Wikipédia en japonais (ウィキペディア日本語版, Wikipedia Nihongo-ban) est l’édition de Wikipédia en japonais, langue japonique parlée principalement au Japon. L'édition est lancée le 11 mai 2001. Son code est : ja.
Au 17 août 2025, l'édition en japonais contient 1 469 986 articles et compte 2 381 149 contributeurs, dont 28 909 contributeurs actifs et 40 administrateurs.

## Histoire

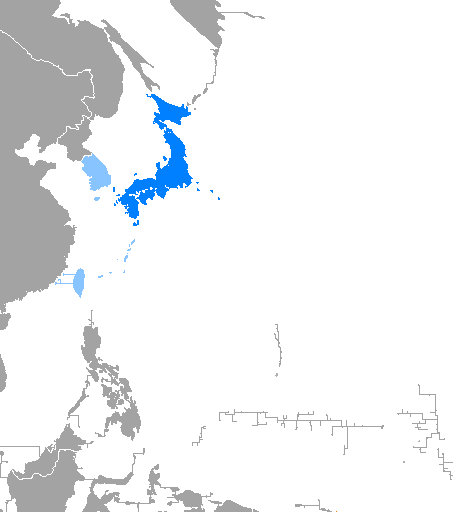
Aire de diffusion du japonais.

En mars 2001, trois éditions différant de la Wikipédia en anglais ont été créées — les Wikipédias allemande, catalane, et japonaise. L'URL initiale du site était http://nihongo.wikipedia.com et toutes les pages étaient rédigées en alphabet latin ou rōmaji. La page d'accueil exposait également une tentative de mettre les textes verticalement. Le premier article de l'édition se nomme « Nihongo no Funimekusu ». Jusqu'en fin décembre, la même année, seuls deux articles ont été créés. Il y avait 23 articles en tout et il faudra attendre l'été 2002 pour que l'écriture japonaise soit prise en charge.
En 2010, le logo de Wikipédia a repris la première syllabe du mot « Wikipédia » en japonais (ウィ). De 2003 à 2010, la pièce du puzzle en japonais sur le logo était considérée ambigüe, ce qui a motivé son changement.

## Réception
Pour le site japonais The Japan Times, l'édition japonaise de Wikipédia permet de découvrir des sujets totalement inconnus et donc de favoriser l'immersion linguistique pour ceux qui apprennent la langue, grâce à la fonctionnalité « article au hasard ».

## Statistiques
Voici quelques dates marquantes de la Wikipédia en japonais :
- 20 mai 2001 : date de sa création de l'édition en japonais
- 1er septembre 2002 : lancement du logiciel adapté aux calligraphies japonaises
- 11 février 2005 : elle franchit la barre des 100 000 articles
- 9 avril 2006 : elle a atteint les 200 000 articles
- 15 décembre 2006 : elle a dépassé les 300 000 articles
- 10 août 2007 : les 400 000 articles sont atteints
- 25 juin 2008 : les 500 000 articles sont atteints
- 8 juillet 2009 : les 600 000 articles sont atteints
- 31 août 2010 : les 700 000 articles sont atteints
- 11 juillet 2013 : elle compte 865 881 articles et 752 026 utilisateurs, ce qui en fait la 10e version de Wikipédia en nombre d'articles.
- 19 janvier 2016 : les 1 000 000 articles sont atteints
- 7 octobre 2022, elle contient 1 345 955 articles et compte 1 985 997 contributeurs, dont 14 759 contributeurs actifs et 41 administrateurs.
- 9 août 2024, elle contient 1 425 405 articles et compte 2 227 868 contributeurs, dont 12 830 contributeurs actifs et 40 administrateurs.